# Коксбери (Јужна Каролина)
Коксбери (енгл. Cokesbury) насељено је место без административног статуса у америчкој савезној држави Јужна Каролина.

## Демографија
По попису из 2010. године број становника је 215, што је 64 (-22,9%) становника мање него 2000. године.
| Група             | 2000.       | 2010.       |
| Белци             | 70 (25,1%)  | 52 (24,2%)  |
| Афроамериканци    | 203 (72,8%) | 161 (74,9%) |
| Азијати           | 0 (0,0%)    | 0 (0,0%)    |
| Хиспаноамериканци | 0 (0,0%)    | 0 (0,0%)    |
| Укупно            | 279         | 215         |